# ソウル大学校の人物一覧
ソウル大学校の人物一覧（ソウルだいがっこうのじんぶついちらん）はソウル大学校に関係する人物の一覧記事。

## 著名な教職員
- 木村順平

## OB・OG

### 政界
- 金泳三（人文大学哲学科卒） - 第14代大統領
- 金鍾泌（師範大学卒） - 第11・31代国務総理
- 金槿泰（経済学科卒） - 元ウリ党議長
- 高建（政治学科卒） - 第35代国務総理
- 李海瓚（社会学科卒） - 第36代国務総理
- 李洛淵 (法科大学卒) - 第45代国務総理
- 鄭東泳（経済学科卒） - 元ウリ党議長
- 鄭夢準（経済学科卒） - 国会議員、大韓サッカー協会会長
- 宋旻淳（ドイツ文学科卒） - 第34代外交通商部長官
- 潘基文（外交学科卒） - 第8代国際連合事務総長
- 柳時敏（経済学科卒） - 第44代保健福祉部長官
- 韓昇洙（行政大学院卒） - 第15代駐米大使、第3代財政経済院長官、第30代外交通商部長官、第39代国務総理
- 孫鶴圭（政治学科卒） - 第31代京畿道知事、第33代保健福祉部長官、元統合民主党代表
- 沈相奵 (歴史教育学科卒) - 正義党元代表
- 尹錫悦（法科大学卒） - 第20代大統領、検察総長、ソウル中央地方検察庁検事長

### 行政
- 羅鍾一（政治学科卒） - 駐日大使
- 李俊揆（法科大学卒、法学専門大学院修士課程修了） - 駐日大使
- 大野郁彦（大学院考古美術史学研究科博士課程修了） - デンバー総領事、外務省日韓交流室長

### 法曹
- 李容勲（法科大学卒）- 韓国大法院長
- 李康国（法科大学卒）- 韓国憲法裁判所長
- 朴元淳（法科大学卒）- 弁護士
- 劉南碩（法科大学卒）- 韓国憲法裁判所長[1]

### 財界
- 李在鎔（東洋史学科卒） - 実業家

### 研究者・学者
- 姜禎求（社会学科卒） - 東国大学校教授
- 李鍾元（工科大学中退） - 政治学者、立教大学法学部教授
- 李輝昭（工科大学中退） - 素粒子物理学者
- 黄禹錫（獣医科大学卒） - 生物学者
- 安秉直(ソウル大名誉教授)- 歴史学者
- 李栄薫経済学部教授 - 経済史学者
- 李泰鎭(ソウル大名誉教授) - 歴史学者
- 小倉紀蔵（哲学科・博士課程単位取得） - 哲学者、京都大学大学院人間・環境学研究科准教授
- 小針進（行政大学院博士課程退学） - 政治学者、静岡県立大学国際関係学部教授
- 浅羽祐樹（大学院政治学科博士課程 Ph.D.） - 政治学者、新潟県立大学大学院国際地域学研究科教授
- 慎鏞廈（社会学科卒、ソウル大名誉教授） - 社会学者、歴史学者。民族問題を専攻し独島学会を設立し自ら会長に就任。

### 文学
- 金芝河（美学科卒） - 詩人、思想家
- 李良枝（国語国文学科卒） - 芥川賞作家
- 金完燮（物理学科卒） - 親日作家、ジャーナリスト
- 金智龍（経営学科卒） - 評論家

### 芸術
- 李禹煥（美術大学中退） - 美術家
- 張允聖（音楽大学卒） - 指揮者

### 芸能
- キム・ジンマン（人文大学卒）-紫雨林のベーシスト
- キム・テヒ（衣類学科卒） - 女優
- パン・シヒョク（美術学科卒） - 音楽プロデューサー
- ソ・ギョンソク（仏文学科卒） - コメディアン
- イ・ハニ（国楽科卒） - 女優、2006年のミス・コリア優勝者
- 趙英男(チョ・ヨンナム)（声楽学科卒） - 歌手・画家
- リュ・ジョンハン（声楽科卒） - ミュージカル俳優
- KAI（声楽科博士課程修了）- ミュージカル俳優
- キム・ソヒョン（声楽科卒）- ミュージカル女優※キム・ソヒョンとは異なる
- 金本和起（キム・キジュ）（声楽科卒） - ミュージカル俳優

### スポーツ
- 皇甫官 - サッカー監督
- 姜麟燁 - サッカー選手

### マスコミ
- 金大中 - 朝鮮日報顧問
- 鄭淵珠 - 韓国放送公社社長

### その他
- 李姫鎬（教育学科卒） - 金大中第15代大統領夫人